# Argyresthia fundella
Argyresthia fundella — вид лускокрилих комах родини аргірестіїд (Argyresthiidae).

## Поширення
Вид поширений на більшій частині Європи, крім Ірландії, Великої Британії, Піренейського півострова, Фінляндії, Балтійських країн, Словенії, Угорщини та Греції.

## Опис
Розмах крил 9-10 мм. Личинка має темно-зелене тіло з чорною головою.

## Спосіб життя
Личинки трапляються з кінця літа до квітня. Гусениці живляться на різних видах ялиці (Abies). Вони мінують хвою. Шахта зазвичай утворюється лише в дистальній половині хвої. Спочатку личинка живиться у напрямку до кінчика, потім розвертається. Відходи життєдіяльності (фраси) осідають на кінчику листя. В основі шахти є круглий отвір, який личинка використовує для виходу. Цей отвір закривається шовком. Личинка пошкоджує декілька листків, перш ніж перезимувати всередині шахти. Заляльковування відбувається на нижній поверхні хвої.